# Gualtiero Scola
Gualtiero Scola (Milano, 23 ottobre 1970) è un attore italiano.

## Biografia
Si dedica al teatro fin dai nove anni di età. Il suo debutto avviene nel 1982 quando Paolo Bessegato lo sceglie per interpretare un insolito “suggeritore” nel Canto del cigno, atto unico di Čechov, ruolo solitamente affidato ad un attore anziano. Sempre da adolescente lavora con Edmo Fenoglio interpretando l'irritante figlio di una famiglia borghese nel Ladro in casa di Italo Svevo. Per due stagioni, 1986-88 frequenta il Piccolo teatro di Milano partecipando agli spettacoli Igne Migne diretto da Lamberto Puggelli e La Medesima strada di Klaus M. Gruber. In questi anni conosce e lavora con Giorgio Strehler, Tino Carraro e Lino Troisi.
Oltre al teatro si avvicina alla televisione ed al cinema, interpretando sin da giovanissimo molti spot pubblicitari e debuttando sul grande schermo con un ruolo in Una fredda mattina di maggio di Vittorio Sindoni del 1990. 
In seguito interpretando con ruoli da coprotagonista diversi telefilm per la televisione svizzera italiana.
L'attività di doppiatore, soprattutto nel campo dei cartoni animati lo porterà a prestare la voce a personaggi molto popolari come in La leggenda di Biancaneve.
Nella metà degli anni '90, dopo una esperienza come auditore presso l'Actor's Studio di New York, frequenta il corso di laurea DAMS, all'università di Bologna e si sposta professionalmente da Milano a Roma, lavorando in teatro con Giancarlo Cobelli in Un patriota per me di J. Osborne ed in seguito con Giancarlo Sepe, nel cast originale di Ballando ballando spettacolo di grande successo nelle stagioni 1997-98, che prendendo come spunto lo stesso canovaccio dal quale E. Scola trasse il noto film, ed attraverso un lungo lavoro di improvvisazione e di costruzione delle scene da parte degli interpreti stessi, raccontava l'Italia dagli anni trenta fino quasi ai giorni nostri dall'insolito punto di vista di una balera di provincia.
Lo spettacolo teatrale più significativo che ha interpretato negli ultimi anni è Francesco, una lauda musicale suonata e cantata dal vivo da Angelo Branduardi, dove interpretava San Francesco d'Assisi e dove, in parte, era anche autore dei testi. Lo spettacolo ha avuto notevole successo di pubblico nelle stagioni 2004-2005 nei maggiori teatri d'Italia.
È autore ed interprete di spettacoli di sua ideazione, improntati in particolar modo al teatro danza. Lo stesso spettacolo su San Francesco, riscritto, è diventato una performance che la sua associazione teatrale, teatridanzanti, offre gratuitamente a qualsiasi realtà di tipo spirituale o sociale che la richieda.
La spiritualità unita al teatro è un punto cardine della sua ricerca come interprete e come insegnante teatrale. Nel 2006 si è recato in India, insieme ad una compagnia di attori e danzatori internazionali per interpretare Dante in uno spettacolo tratto dalla Divina Commedia offerto in un grande ashram alla presenza di migliaia di persone.
Sempre nel 2006 prende parte agli spettacoli di apertura e chiusura dei giochi olimpici di Torino nel 2006. 
Prende parte a circa quattordici film, con ruoli principali o di comprimario, e ad altrettante fiction televisive che lo rendono popolare anche presso il “grande pubblico”, le partecipazioni più significative e più popolari sono oltre a Cuori rubati di Rai 2, dove interpretava uno dei protagonisti, quelle per Un medico in famiglia e le numerose presenze come ospite in Casa Vianello.

## Doppiaggio

### Animazione
- Coran in Voltron legendary defenders

### Videogiochi
- Bernardo Baroncelli in Assassin's Creed II[4]
- Film Buff in Borderlands 3[5]
- Nikolai Belinski in Call of Duty: World at War[6], Call of Duty: Black Ops III[7] e Call of Duty: Black Ops IIII[8]
- Janus in Deus Ex: Mankind Divided[9]
- Arghus e Faraz in Diablo III[10]